# Famille de Marle
La famille de Marle, olim Le Corgne, originaire du Laonnois, en Picardie, a occupé d'importantes charges sous Charles VI et Charles VII. Elle s'est éteinte au XVIIe siècle.

## Histoire
La famille de Marle est originaire du Laonnois, probablement de la petite ville de Marle où son premier auteur, Moret Le Corgne, est né  ; il a été tué à la bataille de Poitiers en 1356. 

## Personnalités
- Moret Le Corgne, dit de Marle où il est né[2], chevalier, lieutenant général général de la compagnie de 100 lances sous la conduite de Jean Ier de Bourbon-La Marche. Il a été tué par les Anglais à la bataille de Poitiers en 1356.
- Henri Le Corgne, dit de Marle, seigneur de Versigny, premier président du parlement de Paris 16 mai 1404, puis fait chancelier de France par le roi Charles VI en 1413. Dans le contexte de la Guerre civile entre Armagnacs et Bourguignons, il est assassiné le 29 mai 1418[3] puis enterré dans la cathédrale Notre-Dame de Senlis[1].
- Jean de Marle, fils du précédent, mort le 12 juin 1418, évêque de Coutances du XVe siècle, protonotaire apostolique.
- Arnaud de Marle, mort en 1456, frère du précédent, seigneur de Versigny et de Grand-Tournebus, président à mortier au Parlement de Paris, garde des sceaux, marié avec Martine Boucher, fille de Bureau Boucher, seigneur de Piscop et d’Orsay.
- Henri II de Marle, chevalier, seigneur de Versigny et Luzancy, président du parlement de Toulouse en 1465.

## Autres membres
- Jérôme de Marle, fils du précédent, seigneur de Luzancy et Versigny, vicomte d’Arcis-le-Ponsart.
- Guillaume Ier de Marle, mort en 1594, fils du précédent, seigneur de Versigny , maître des eaux et forêts d’Ile-de-France, Brie et Champagne, chevalier de l'ordre du roi.
- Claude Ier de Marle, mort en 1606, neveu du précédent, adoubé chevalier en 1554, vicomte d’Arcis-Le-Ponsart, seigneur de Charmentray (en partie), chevalier de l’ordre de Saint-Michel en 1567.
- Louis de Marle, fils du précédent, chevalier, vicomte d’Arcis-Le-Ponsart, seigneur de Coucy-lès-Eppes, député de la noblesse de Laon aux Etats généraux de 1614
- Claude II de Marle, frère du précédent, vicomte d’Arcis-Le-Ponsart et de Bailleul (Baslieux-lès-Fismes).
- Louis II de Marle, fils du précédent, seigneur de Coucy-lès-Eppes et de Sainte-Preuve.
- Pierre de Marle, vicomte de Marle[4], seigneur de Coucyl-ès-Eppes et Sainte-Preuve, fils du précédent, page de la petite écurie du roi (1679), marié avec Madeleine de Charmolüe.
- Jérôme de Marle, fils de Guillaume Ier de Marle, seigneur d’Orcheux, maître des cérémonies de France, assassiné en forêt de Senlis.
- Christophe de Marle, mort en 1555, chanoine d’Avranches, conseiller clerc au Parlement, seigneur de Versigny (en partie), Beaubourg et Clotemont (ou Closemont), inhumé aux Blancs-Manteaux à Paris. Il institue son neveu et filleul Christophe Hector comme héritier universel à charge de relever et porter les nom et armes de Marle.
- Nicole de Marle, soeur du précédent, épouse en 1520 René Hector, seigneur de Perreuse.
- Christophe Hector de Marle (1570 - 1602), fils de la précédente, seigneur de Versigny, Beaubourg, Clotomont et Perreuse, conseiller du Roi au Parlement[1].

## Principaux fiefs et titres
- marquis de Marle
- vicomte de Marle
- vicomte d’Arcis-le-Ponsart
- seigneurs de Versigny, de Grand-Tournebus, de Luzancy, de Charmentray, de Coucy-lès-Epp, de Baslieux-lès-Fismes, d’Orcheux, de Perreuse, Beaubourg, Clotemont, etc.

## Alliances
Parmi les alliances de la famille de Marle, on peut citer les familles : de Courtenay, de Hénin-Liétard, de Thou, Boucher-d'Orsay, du Drac, Raguier, de Longueil, de Ghistelles, de Vassan, de Bragelongne, de La Chaussée d'Eu, Le Conte de Nonant, Le Pelletier de Martainville, etc.

## Armoiries
Les armoiries de la maison de Marle sont : D’argent, à une bande de sable chargée de trois molettes d’éperon aussi d’argent, à cinq pointes.
Supports : deux licornes